# Bognár József (nyelvész)
Bognár József (Budapest, 1933. április 11. – 2015. október 15.) nyelvtanár, nyelvész, egyetemi oktató.

## Élete
1958-ban végzett az Eötvös Loránd Tudományegyetem Bölcsészettudományi Kar (ELTE-BTK) angol szakán, majd 1970-ben doktorált. 1989-ben szerzett kandidátusi fokozatot.
1958-71-ig Nagy Lajos Gimnázium tanára, az angol tagozat megszervezője. Ezt követően a Pécsi Tanárképző Főiskola angol tanszékének tanára, docense, tanszékvezetője. Szakterülete az alkalmazott és kontrasztív nyelvészet, pszicholingvisztika.